# Élections municipales de 2026 à Saint-Denis (Seine-Saint-Denis)
Pour l’article homonyme, voir Élections municipales de 2026 à Saint-Denis (La Réunion).
Pour des articles plus généraux, voir Élections municipales françaises de 2026 et Élections municipales de 2026 dans la Seine-Saint-Denis.
Les élections municipales de 2026 à Saint-Denis auront lieu en mars 2026. Elles visent au renouvellement du conseil municipal et du conseil métropolitain de la métropole du Grand Paris.

## Modalités du scrutin

### Dates
Ces élections se tiendront en mars 2026, les dates précises seront annoncées par décret au moins 3 mois avant le scrutin.

### Mode de scrutin
L'élection des conseillers municipaux et métropolitains se déroule selon un scrutin de liste à deux tours avec prime majoritaire : les candidats se présentent en listes complètes avec la possibilité de deux candidats supplémentaires. Lors du vote, on ne peut faire ni adjonction, ni suppression, ni modification de l'ordre de présentation des listes. Chaque bulletin de vote comporte deux listes : une liste de candidats aux seules élections municipales et une liste de ceux également candidats au conseil métropolitain.
Le nombre de sièges à pourvoir au conseil municipal de Saint-Denis devrait normalement correspondre à celui des communes dont la population est comprise entre 100 000 et 150 000 habitants, soit 55 sièges. Toutefois, ayant fusionné avec la commune de Pierrefitte-sur-Seine au 1er janvier 2025, la commune de Saint-Denis bénéficie du régime particulier des communes nouvelles pour les trois renouvellements du conseil municipal suivant la fusion. En application de ce régime spécial, le conseil municipal de Saint-Denis est donc composé de 59 sièges.
Les conseillers municipaux sont élus au suffrage universel direct pour une durée de mandat de six ans. L'élection se termine au premier tour en cas de majorité absolue. Le cas échéant, un second tour a lieu. Les listes qui ont obtenu au moins 10 % des suffrages exprimés au premier tour peuvent se présenter au second. Les candidats des listes qui ont obtenu plus de 5 % des suffrages exprimés au premier tour peuvent rejoindre une autre liste.
La liste ayant obtenu le plus de voix se voit attribuer la moitié des sièges, arrondie à l'entier supérieur si nécessaire. Ainsi, la liste majoritaire obtiens automatiquement 30 sièges. Les 29 sièges restants sont attribués à la représentation proportionnelle à la plus forte moyenne aux listes ayant obtenu au moins 5 % des suffrages exprimés au second tour (ou au premier tour en cas de tour unique).

## Contexte

### Scrutin précédent
Les élections municipales de 2020 ont été marquées par une abstention massive en raison de la pandémie de Covid-19, la participation lors du 1er tour étant s'étant effondrée de 42 % en 2014 à 31 % en 2020.
Sur le plan local, la liste de gauche modérée Parti socialiste - Génération.s - Parti animaliste, conduite par Mathieu Hanotin, parvient à s'imposer et inverse donc le rapport de force issu de l'élection de 2014, où elle avait perdu à moins de 200 voix d'écart, et obtient 44 sièges.
Le maire sortant, Laurent Russier, qui était candidat à sa propre succession en menant la liste de gauche radicale Parti communiste français - Europe Écologie - Les Verts, devient ainsi le chef de la nouvelle opposition municipale, obtenant les 11 sièges restants, et ne trouvant pas d'entente avec Bally Bagayoko, rendant ainsi impossible la fusion au second tour avec la liste insoumise, aboutissant, à défaut, à son retrait.
La liste centriste la République en Marche-MoDem-UDI ne parvient pas à entrer au conseil municipal, la liste ayant raté de peu les 10% au 1er tour et n'ayant pas fusionné avec une autre liste pour le 2d. 

## Candidatures déclarées
Le 22 juin 2025, François Péguillet, des Républicains, se déclare candidat en voulant présenter une liste d'union de la droite et du centre.

## Sondages
Tout sondage d'opinion est affecté par une marge d'erreur.
Une couleur arbitraire est associée à chaque institut de sondage ; ces couleurs sont une aide visuelle et ne correspondent pas à une tendance politique.

## Résultats
|                           |                    |       |              |              |             |             |        |        |  |
| Tête de liste             | Tête de liste      | Liste | Premier tour | Premier tour | Second tour | Second tour | Sièges | Sièges |  |
| Tête de liste             | Tête de liste      | Liste | Voix         | %            | Voix        | %           | CM     | CC     |  |
|                           | François Péguillet | LR    |              |              |             |             |        |        |  |
| Agissons pour Saint-Denis |                    |       |              |              |             |             |        |        |  |
|                           |                    |       |              |              |             |             |        |        |  |
|                           |                    |       |              |              |             |             |        |        |  |
|                           |                    |       |              |              |             |             |        |        |  |
| Votes valides             |                    |       |              |              |             |             |        |        |  |
| Votes blancs              |                    |       |              |              |             |             |        |        |  |
| Votes nuls                |                    |       |              |              |             |             |        |        |  |
| Total                     | Total              | Total |              | 100          |             | 100         | 59     | 4      |  |
| Abstention                |                    |       |              |              |             |             |        |        |  |
| Inscrits / participation  |                    |       |              |              |             |             |        |        |  |